# ادرارآور
پیشاب‌زا، ادرارآور یا دیورتیک (به انگلیسی: Diuretic) موادی هستند که با اثر بر روی کلیه با افزایش جریان ادرار باعث افزایش حجم ادرار انسان می‌شوند. میوه‌های حاوی آب فراوان مانند هندوانه، گیاهان دارویی مانند بابونه، ریشه شیرین بیان، سنبل خطائی و داروهای مدر یا دیورتیک‌ها مانند فورزماید از جمله مواد مُدِر (ادرارآور) هستند.
دیورتیک‌ها بر اساس اینکه بر کدام بخش از توبول‌های کلیوی (مانند دیستال، پروکزیمال یا قوس هنله یا با مکانیسم اسمز) اثر کنند دارای ویژگی‌های متفاوتی هستند. به عنوان مثال تیازیدها (هیدروکلرتیازید) بر قسمت دیستال توبول اثر نموده موجب مهار پمپ سدیم و کلر می‌شوند. دیورتیک‌های قوس هنله مانند فورزماید موجب مهار بازجذب سدیم در کلیه می‌شوند. مدرهایی مانند استازولامید با مهار آنزیم کربنیک انیدراز عمل می‌کنند.

## طبقه‌بندی
1. دیورتیک‌های قوس هنله مانند فورزماید و اتاکرینیک اسید
2. تیازیدها مانند هیدروکلرتیازید
3. مهارکننده آنزیم کربنیک انیدراز مانند استازولامید
4. دیورتیک‌های نگهدارنده پتاسیم که دو گروهند آنتاگونیست‌های آلدوسترون مانند آلداکتون اسپیرنولاکتون و بلوک‌کننده‌های کانال سدیم مانند تریامترن
5. دیورتیک‌های نگهدارنده کلسیم مانند تیازیدها

## کاربردها
داروهای مدر کاربردهای فراوانی دارند ولی شایعترین مورد استفاده از آن‌ها کنترل افزایش فشار خون است. سایر کاربردها مانند خیز، نارسایی قلب، سیروز، بیماری‌های کلیوی و مسمومیت با داروهایی که دفع کلیوی دارند مانند آسپرین می‌باشد. مدرها به صورت غیرعلمی برای کاهش وزن نیز ممکن است مصرف شوند.